# Шемяк (Башкортостан)
Шемяк (баш. Шемәк) — село в Уфимском районе Башкортостана, входит в состав Шемякского сельсовета.

## Географическое положение
Расстояние до:
- районного центра (Уфа): 47 км,
- центра сельсовета (Октябрьский): 3 км,
- ближайшей ж/д станции (Алкино): 19 км.

## Население
| 2002 | 2009 | 2010 |
| ---- | ---- | ---- |
| 351  | ↗422 | ↗428 |

Национальный состав
Согласно переписи 2002 года, преобладающая национальность — русские (66 %).

## Религия
В селе есть православная церковь Казанской иконы Божией Матери.

## Известные уроженцы
- Ивушкин, Владимир Иванович (9 июня 1942 — 12 марта 1999) — монтажник Куйбышевского строительно-монтажного управлении треста «Союзтелефонстрой», полный кавалер ордена Трудовой Славы[5][6].